# Småsiska
Småsiska (Spinus psaltria) är en amerikansk fågel i familjen finkar inom ordningen tättingar. Den har en vid utbredning från västra USA söderut till norra Peru.

## Kännetecken

### Utseende
Småsiskan är som namnet avslöjar en liten finkfågel med en kroppslängd på endast 9–11 cm, med relativt kort stjärt och stor näbb. Hanen har vanligen svart hjässa och ovansida, gul undersida och vitaktiga teckningar i vingar och stjärt. Vissa hanar har istället grön rygg. Honan är mer matt grön ovan, gulaktig under med svaga vingband och en ljus handbasfläck. I flykten syns mörka undre vingtäckare, jämfört med exempelvis guldsiskans ljusa.

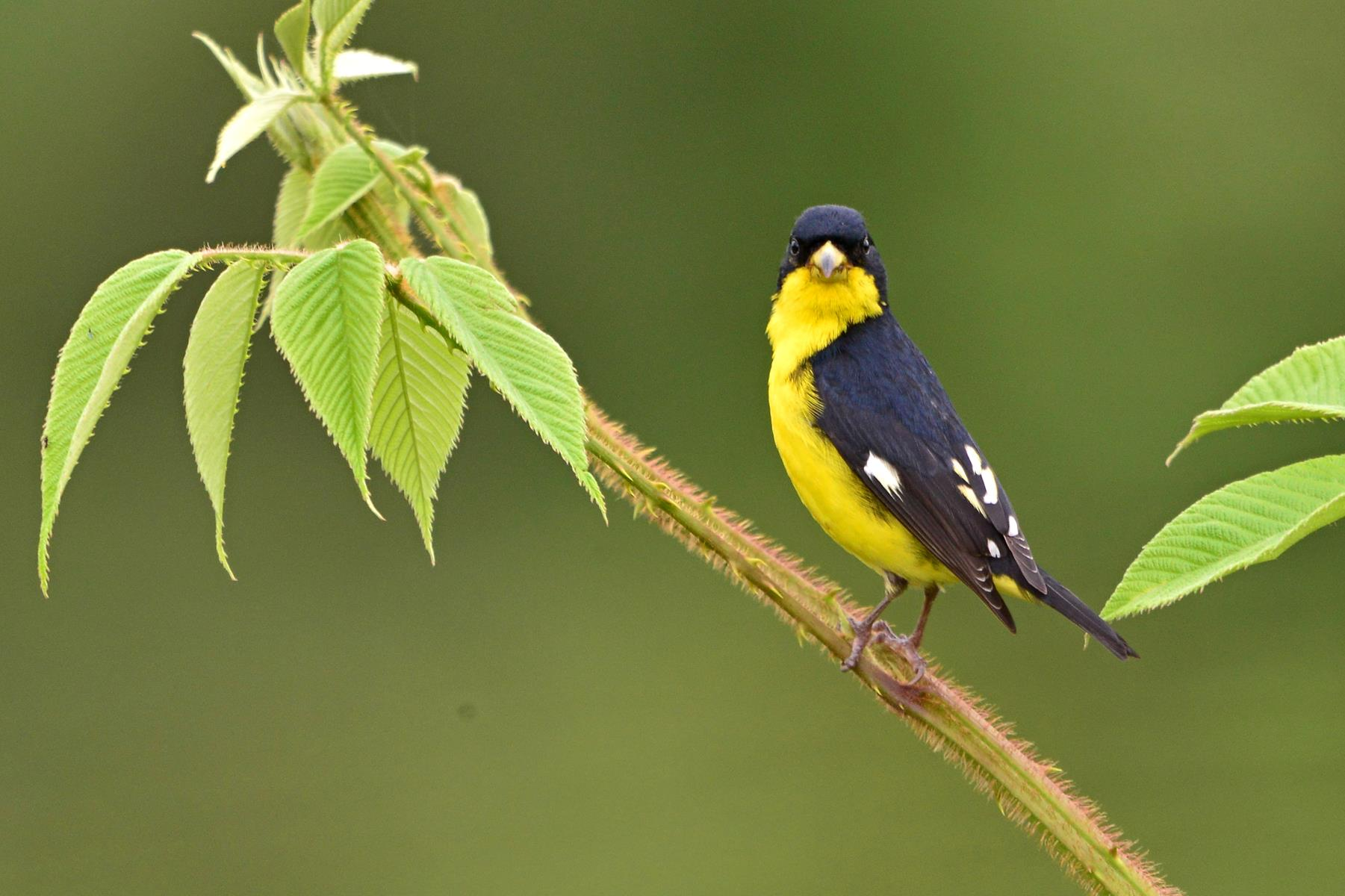

### Läten
Sången är långsammare, hesare och mer upphackad än guldsiskans. Den innehåller också ett stort antal härmningar från andra fågelarter. Lätet är ett ljust och klart "tleeee, teeeeyEE" och i flykten hörs ett hest "chig chig chig".

## Utbredning och systematik
Småsiska delas upp i fem underarter med följande utbredning:
- Spinus psaltria hesperophilus – förekommer från västra USA till södra Baja California och nordvästra Mexiko
- Spinus psaltria witti – förekommer på Islas Marías utanför västra Mexiko
- Spinus psaltria psaltria – förekommer från sydcentrala USA till södra Mexiko (Guerrero, Veracruz och Oaxaca)
- Spinus psaltria jouyi – förekommer i sydöstra Mexiko (Yucatán och norra Quintana Roo)
- Spinus psaltria colombianus – förekommer från södra Mexiko till Colombia, Ecuador, Venezuela och norra Peru

Underarten hesperophilus urskiljer sig genom avvikande utseende (grön rygg istället för svart) och mindre storlek. Möjligen utgör den endast en färgmorf.

### Släktestillhörighet
Småsiskan placerades tidigare i det stora släktet Carduelis, men genetiska studier visar att det är kraftigt parafyletiskt och att typarten steglitsen snarare är närmare släkt med vissa arter i Serinus. Numera bryts därför småsiskan liksom övriga amerikanska siskor samt den europeiska och asiatiska grönsiskan ut ur Carduelis och placeras tillsammans med den asiatiska himalayasiskan (tidigare i Serinus) istället till släktet Spinus.

## Status och hot
Arten har ett stort utbredningsområde och en stor population, men tros minska i antal, dock inte tillräckligt kraftigt för att den ska betraktas som hotad. Internationella naturvårdsunionen IUCN kategoriserar därför arten som livskraftig (LC).